# Tanguy, le retour
Pour les articles homonymes, voir Tanguy.
Série
Tanguy
(2001)
Pour plus de détails, voir Fiche technique et Distribution.
Tanguy, le retour est une comédie française coécrite et réalisée par Étienne Chatiliez, tournée en 2018 et sortie en 2019.
Il s’agit de la suite de Tanguy du même réalisateur, vu par 4,3 millions de spectateurs lors de sa sortie en 2001.
Le film suit Paul et Édith Guetz qui vivent désormais tranquillement leur retraite depuis le départ de leur fils Tanguy, qui a enfin quitté le nid familial pour vivre en Chine auprès de sa femme Mei Lin.

## Synopsis
Un soir, Tanguy sonne à la porte, complètement abattu. Sa femme l'a quitté et il se retrouve seul avec Zhu, sa fille de seize ans qui prépare le baccalauréat. Celle-ci semble prendre la situation avec calme, contrairement à son père.
Paul et Édith prennent leur fils en pitié, et consentent à ce qu'il reste avec Zhu, le temps qu'il voudra. Ils apprennent même que la personne à qui ils louent leur appartement de fonction sera obligée de partir, leur fournissant donc un logement.
Pour autant, Tanguy se laisse aller. Sa mère souffrant de son arthrose et son père d'un problème de prostate, il en profite pour végéter devant la télévision, et leur emprunter des affaires qu'il va jusqu'à escamoter.
Un soir, Édith surprend Tanguy à la cuisine, alors que celui-ci, plus tôt, exprimait qu'il se sentait mal et ne souhaitait pas manger. Tanguy prétexte pour se justifier une virée nocturne avec Bruno, son ami d'enfance. Mais Édith explique à Paul qu'ils ne pourront pas continuer à l'héberger indéfiniment.
L'affaire se complique lorsque Tanguy n'hésite pas à coucher avec Marguerite, son ex, désormais mariée et mère de famille, dans le lit de ses propres parents et que Zhu en fait de même avec Maxime, un de ses camarades de classe, qui, comme elle, est d'origine chinoise et parle couramment la langue (bien que n'ayant jamais visité la Chine) et souhaite étudier la médecine après son baccalauréat. Tanguy retrouve également un poste à mi-temps à l'INALCO, mais décline une offre d'emploi à plein temps en expliquant qu'il préfère surveiller sa fille.
Édith et Paul ne l'entendent pas de cette oreille. Ils incitent le tandem à partir, en les dégoûtant. Ils volent les affaires de Zhu, la droguent avec des sédatifs, enlèvent des lattes du sommier du lit de Tanguy et introduisent un chat dans l'appartement, sachant que celui-ci y est allergique. Ils vont même jusqu'à saboter les freins de leurs vélos, mais leur tentative de meurtre échoue quand Zhu reçoit un appel les incitant à rentrer.
Paul et Édith organisent alors une fête afin d'empêcher leur petite fille de dormir la nuit précédant son bac blanc, mais celle-ci les informe qu'il sera repoussé d'une semaine et elle participe à la fête. Malgré les vaines tentatives de leurs amis qui essaient de leur ouvrir les yeux, eux refusent de continuer à héberger leur famille plus longtemps et s'arrangent pour parler de Marguerite à Zhu. Pourtant, un jour, Mei Lin réapparaît dans la vie de Tanguy. Le couple se réconcilie après quelques explications et part finalement habiter avec Zhu dans un appartement appartenant à la tante de Bruno, meublé, qui plus est.
Pourtant, tout change quand Mei Lin et Tanguy apprennent que Zhu attend un enfant de Maxime dont les parents sont ravis. La famille quitte joyeusement l'appartement. Mais alors que Paul et Édith se réjouissent de leur nouvelle solitude retrouvée, un accident dû à la négligence de Paul, les envoie à l'hôpital, celui-ci ayant oublié qu'il avait saboté les freins des vélos.
Après avoir proposé de s'occuper de ses parents à sa charge, Tanguy, accompagné de sa nouvelle famille, revient habiter chez eux, avec, en plus, les parents de sa femme, s'étant spécialement déplacés pour le voyage.

## Fiche technique
Sauf indication contraire, les informations mentionnées dans cette section peuvent être confirmées par la base de données cinématographiques IMDb,  présente dans la section « Liens externes ».
- Titre original : Tanguy, le retour
- Titre international : Tanguy is Back[2]
- Réalisation : Étienne Chatiliez
- Scénario : Étienne Chatiliez et Laurent Chouchan
- Musique : Pascal Andreacchio
- Direction artistique : Patrick Schmitt
- Décors : Stéphane Makedonsky
- Costumes : Élisabeth Tavernier
- Photographie : Guillaume Deffontaines
- Son : Lucien Balibar, Emmanuel Croset, François Lambert, Aymeric Devoldère
- Montage : Catherine Renault
- Production : Jérôme Corcos et Antoine Pezet
- Sociétés de production[3] : Nac Films, en coproduction avec SND Groupe M6, M6 Films, en association avec Palatine Etoile 15 Développement, avec la participation de Canal+, OCS, M6 et W9
- Sociétés de distribution[3],[4] : SND Groupe M6 (France) ; Belga Films (Belgique) ; Les Films Opale (Québec) ; Pathé Films AG (Suisse romande)
- Budget : 9,5 millions d’ €[5]
- Pays de production :  France
- Langues originales : français et mandarin
- Format[6] : couleur - 35 mm - 1,85:1 (Panavision)
- Genre : comédie
- Durée : 93 minutes
- Dates de sortie[2] :
  - France, Belgique, Suisse romande : 10 avril 2019[7],[8]
  - Québec : 19 avril 2019[9]
- Classification[10] :
  - France : tous publics [11]
  - Belgique : tous publics (KT/EA : Kinderen Toegelaten / Enfants Admis)[7],[12]
  - Québec : en attente de classement[9]
  - Suisse romande : interdit aux moins de 8 ans[13]

## Distribution
Sauf indication contraire ou complémentaire, les informations mentionnées dans cette section peuvent être confirmées par la base de données Unifrance
- Sabine Azéma : Édith Guetz
- André Dussollier : Paul Guetz
- Éric Berger : Tanguy Guetz
- Émilie Yili Kang : Zhu
- Nicolas Tang : Maxime
- Weiting Chao : Mei Lin
- Olivier Claverie : Axel
- Domitille Bioret : Éliane
- Frédérique Tirmont : Carole
- Jean-Marie Fonbonne : Vincent
- Sarah-Cheyenne : Louise
- Annelise Hesme : Marguerite
- Gaspard Proust : Bruno Lemoine
- Nathalie Krebs : Noëlle Sapin
- Marc L'Hermitte : le conducteur de tracteur

## Production

### Genèse et développement
Fin novembre 2017, André Dussollier confirme une suite de Tanguy dans l'émission Bonjour la France sur Europe 1.

### Attribution des rôles
Éric Berger, André Dussollier et Sabine Azéma reprennent leur rôle familial. Annelise Hesme rejoue Marguerite. Gaspard Proust reprend le rôle de Jean-Paul Rouve qui incarnait Bruno Lemoine, l'ami avocat de Tanguy tandis que Weiting Chao remplace Jiang Hong dans celui de Mei Lin, et Frédérique Tirmont interprète Carole en remplacement d'Aurore Clément.

### Tournage
Étienne Chatiliez commence le tournage le 21 mai 2018 à Paris.

## Accueil
Tanguy, le retour sort le 10 avril 2019 en Belgique, en France et en Suisse romande, ainsi que le 19 avril 2019 au Québec, au Nouveau-Brunswick et en Ontario.

### Accueil critique
Tanguy, le retour a été très mal accueilli par les spectateurs et la presse, le sanctionnant respectivement de moyennes de 1,7 et 2,2/5 selon Allociné. 
Le Parisien écrit que le film est « une suite décevante ». Les Inrockuptibles est très déçu « Que Tanguy revienne, admettons. Par contre on voudrait bien que Tanguy s’en aille ».

### Box-office
| Pays ou région | Box-office        | Date d'arrêt du box-office | Nombre de semaines |
| -------------- | ----------------- | -------------------------- | ------------------ |
| France         | 1 027 447 entrées | 4 juin 2019                | 8                  |
| Total mondial  | 8 033 866 $       | -                          | -                  |